# レモンティー (お笑いコンビ)
レモンティーは、日本のお笑いコンビ。吉本興業福岡支社所属。旧コンビ名『アベドゥ』。

## メンバー
山田 ドゥ（やまだ ドゥ、1977年10月10日 - ）（47歳）
- 本名、山田 貴正（やまだ たかまさ）。芸名は、長年『ヤマドゥ』として活動していたが、2017年から現在の芸名に改名。芸人仲間やファンからは「ドゥ」「ドゥさん」と呼ばれている。
- 福岡県大牟田市出身。
- 血液型A型、身長178cm、体重86kg、趣味はスロット、特技は目押し。
- 立ち位置は向かって左側。縦にも横にも大きい大柄な体格に、濃い顔立ち、派手なオレンジ色のスーツがトレードマーク。にわかせんぺいのグッズ（ピンやお面）を身につけていることも多い。
- 大牟田高等学校、九州デザイナー学院卒業。福岡吉本11期生。兄と2人の妹がいる。[1]。
- アベドゥ解散直後に『ドゥ・ザ・ロマンス』というコンビを結成するが、半年程で解散している。
- テレビに出なくてもいい、地方から全国へ発信する地方芸人になりたいと博多の地で一生漫才するという一生福岡よしもとを宣言している。
- 2010年（平成22年）のクリスマスに結婚し、婿入りしたため苗字が山田ではなくなった。また、その結婚を相方にのみ知らせず、本番のライブネタ中にて報告した。その後妻とは結婚記念日である2015年のクリスマスに離婚。姓は妻の家のものをそのまま使用していたが、2017年3月に旧姓の「山田」に戻した。
- M-1グランプリ2006に『雷電為右衛門』という9人編成のユニット[注釈 1]で出場[2]。
- 2019年4月21日投開票の大牟田市議会議員選挙に無所属で立候補し、当選を果たす[3]。

あべ てつあき（1973年9月4日 - ）（51歳）
- 本名及び旧芸名、阿部 哲陽（読み同じ）。通称『あべちゃん』。
- 福岡県福岡市出身、糟屋郡新宮町在住。
- 血液型AB型、身長175cm、体重64kg、趣味はガーデニングと滝めぐりで、特技はフラワーアレンジメント、苗の植え込み作業、柔道、ボクシング、恋愛相談。
- 立ち位置は向かって右側。福岡吉本10期生（メガモッツ池内祐介が同期）。妹がいる[4]。
- アベドゥ結成以前は『フリーク・ザ・グッド』というコンビで活動。
- 既婚で子持ち。芸人を廃業していたとき、妻と『新婚さんいらっしゃい!』に出演している[5]。
- 地元の消防団に所属。
- 実父は元・新宮町議会議員。
- 後述の『ももち浜ストア』出演時には、取材先に合わせて多彩なキャラクターを演じる。
  - 祭田二郎 - 演歌界のプリンス
  - 番棚夫 - 伝説の実演販売士、バンダナがトレードマーク
  - 値切太蔵 - 新宮で卸問屋を営んで96年
  - 涼見亭好之助 - 江戸落語の異端児
  - カプ・サイシン - 韓国のスーパーアイドル・スパイスボーイズのメンバー
  - 画力好雄 - エヂカラにこだわる敏腕プロデューサー
  - デビィ磯山[注釈 2] - トレンドウォッチャー
  - 開店時行恵 - 新しいもの大好き主婦
  - 開店時行夫 - ニューオープンマニア、行恵の息子

以上9名に本人（あべてつあき）を加えた10名により、2021年8月に「あべちゃん総選挙」が実施され、1位となったカプ・サイシンは、公約通り「ダンス動画製作＆オンラインペンミ」を開催し、最下位となった番棚夫は番組を卒業した。
- - アベテツサンバ[注釈 3] - お祭り大好き
  - 浜崎ピカリン子[注釈 4] - サウナ・パン・スイーツ大好き
  - 迷探偵ドコナン[注釈 5] - 真実はいつもひとつバイ！
  - アベミカ[注釈 6] - ハイパーポジティブハッピーウーマン
  - 叶夢来次[注釈 7] - アメリカ大好き

以上5名により2025年3月に「第2回あべちゃん総選挙」が実施され、最終的にアベミカが1位となったため、公約通り「JR博多シティ商品券 5000円分」が抽選で5名にプレゼントされた。
- - 開店戦隊オープンジャー - ニューオープン店の平和は私が守る！
  - 安室レイジ[注釈 8] - ガンダム大好き
  - コスパよしお（コスパよしお・たかし） - 上方漫才の重鎮
  - 大谷川真宏[注釈 9] - 球春到来！
  - けいすけお兄さん - 元気になる情報をお届け！

## 略歴
2002年（平成14年）2月結成。2005年（平成17年）2月に、山田からの東京進出の打診を阿部が拒み、芸人を廃業してしまったため一度解散。2008年（平成20年）4月に再結成する。
再結成から2年目、2009年（平成21年）のM-1グランプリにおいて、準決勝まで駒を進めるも敗退。この年の大会において唯一福岡予選から進出した芸人で、敗者復活戦にも参戦した。福岡吉本現役在籍者としては、2003年（平成15年）のプー&ムー 、どりあんずに次ぐ事例であった。
ネタ、トーク、共に評価が高く、2011年（平成23年）現在、毎月、彼らを主軸に置いたイベント（「漫才×漫才×漫才」、「レモンティーと○○」）が開催されており、福岡よしもとの中心的存在である。
THE MANZAI 2011では1回戦を突破するも、2回戦進出はならなかった。福岡吉本の芸人でTHE MANZAI 2011の1回戦を突破したのは、レモンティーとルームメイトの二組のみである。M-1グランプリ2015及び2017では3回戦に進出。

## 芸風
- 濃厚な博多弁による漫才にローカルな地方CMネタでボケたり福岡吉本事務所のことを自虐的に語るネタが持ち味。そのネタの出来のよさはトータルテンボスの藤田憲右もブログ（2009年（平成21年）12月13日）で認めている。
- 基本的には山田がボケで阿部がツッコミであるが、近年ではその役割を逆にしたネタも披露している。

## 出囃子
サンハウス「レモンティー」

## 出演

### テレビ
- 爆笑オンエアバトル（NHK総合） - 阿部が『フリーク・ザ・グッド』として、2001年の広島大会に出場。戦績0勝1敗。
- P-LIFE（RKB毎日放送） - ヤマドゥのみ出演。HBスロッター。
- ハチナビプラス ギュギュっと!（詳細時期不明 - 2012年3月、テレビ西日本） - 阿部のみ出演。『おしえて!!あべちゃん』。
- 新なるほど北九州（FBS福岡放送） - 阿部のみ出演。
- ヴィーナスTV（TVQ九州放送）- ヤマドゥのみ出演。
- あるあるYYテレビ（TVQ九州放送）
- コレカラ（テレビ西日本） - 阿部のみ出演。『HKT48のうんちゃらはなんちゃらだ!』。
- オンバト+（NHK総合） - 通算2勝2敗。最高525KB。
- HKT48の「ほかみな」〜そのほかのみなさん〜（2014年5月20日 - 、NOTTV） - 進行役として不定期出演。
- 孤独のグルメ Season4 特別編（2014年8月9日、テレビ東京）- 地元客3 役
- HKT48のごぼてん!（テレビ西日本）- 阿部のみ出演。
- めんたいぴりり（テレビ西日本） - 中洲のチンピラ 役
- ももち浜ストア（2017年4月3日 - 、テレビ西日本）-　阿部のみ出演。月 - 金曜・芸能コーナー→中継コーナー
- スパーク魂（2018年4月 - 12月、テレビ大分）-　山田ドゥのみ出演。

### ラジオ
- Bメンズ・ブギ！（2012年4月 - 9月、FM福岡）-共演：kaede（ヤマドゥのみ出演）
- あるあるCity ドリーム☆レディオ（2013年4月23日 - 2014年3月31日、FM福岡） - 木曜日のみ出演。
- よしもとRadio バリカタ!!（2012年10月9日 - 2016年3月15日、RKBラジオ）
- HKT48のももち浜女学院（2016年4月 - 、RKBラジオ）- 阿部のみ出演。
- 金曜から本気出す（2018年7月 - 9月、FMたんと） - 共演：服部さやか（山田ドゥのみ出演）

### CM
- ウエスト
- かしいかえんモーターウン（詳細時期不明 - 2017年3月31日）